# Entre sombras
Entre sombras é uma telenovela mexicana, produzida pela Televisa e exibida em 1967 pelo Telesistema Mexicano.

## Elenco
- Enrique Rambal
- Lilia Prado
- Enrique Álvarez Félix
- Chela Castro